# Death of a Clown
Singles de The Kinks
Susannah's Still Alive
(1968)
Pistes de Something Else by the Kinks
David Watts Two Sisters
Death of a Clown est une chanson composée par Dave Davies, le guitariste des Kinks, avec l'aide de son frère Ray. Sortie en single en 1967 sous le seul nom de Dave Davies, elle rencontre un franc succès au Royaume-Uni, se classant 3e. Quelques singles paraissent encore par la suite sous le nom de Dave Davies, mais ils ne rencontrent pas le même succès, et il faut attendre 1980 pour que le guitariste sorte son premier album solo.
Death of a Clown est aussi parue sur l'album des Kinks Something Else by the Kinks, également sorti en 1967.

## Reprises et adaptations
La chanson a été adaptée en français sous le titre Laisse tes journaux et puis viens voir la mer par Daniel Guichard, sur son 45 tours N° 1.